# Amdy Faye
Amdy Moustapha Faye (* 12. März 1977 in Dakar, Senegal) ist ein ehemaliger senegalesischer Fußballspieler.

## Karriere
Fayes erste Station war in Frankreich beim AJ Auxerre. Während seiner Zeit bei Auxerre wurde er in die Nationalmannschaft Senegals berufen, die Senegal bei der Weltmeisterschaft 2002 in Südkorea und Japan vertrat. 2003 wechselte er schließlich nach England zum gerade aufgestiegenen FC Portsmouth. Dort blieb er zwei Jahre und kam auf 47 Spiele. 2005 wechselte er zum Ligakonkurrenten Newcastle United, allerdings blieb er hier nur ein Jahr und wurde anschließend innerhalb der Premier League von Charlton Athletic verpflichtet. Im Jahr 2007 wurde er von den Glasgow Rangers ausgeliehen.
Mit den Rangers wurde er 2007 schottischer Ligapokalsieger und mit derselben Mannschaft erreichte er 2008 das Finale des UEFA-Pokals, das mit 0:2 gegen Zenit Sankt Petersburg verloren wurde. Faye kam aber im Finale nicht zum Einsatz.
Nach zwei Jahren bei Stoke City wechselte Amdy Faye im September 2010 zum englischen Zweitliga-Aufsteiger Leeds United.